# Censo paraguayo de 1962
El Censo paraguayo del 1962 fue realizado por la Dirección General de Estadísticas, Encuestas y Censos (DGEEC).

## Resultados por departamentos
| Rango | Departamento     | Población |
| ----- | ---------------- | --------- |
| 1     | Asunción         | 288.882   |
| 2     | Central          | 229.073   |
| 3     | Paraguarí        | 203.012   |
| 4     | Cordillera       | 188.313   |
| 5     | Itapúa           | 149.821   |
| 6     | Caaguazú         | 125.138   |
| 7     | Guairá           | 114.949   |
| 8     | Caazapá          | 92.401    |
| 9     | San Pedro        | 91.804    |
| 10    | Concepción       | 85.690    |
| 11    | Misiones         | 59.441    |
| 12    | Ñeembucú         | 57.878    |
| 13    | Boquerón         | 40.405    |
| 14    | Amambay          | 34.505    |
| 15    | Presidente Hayes | 29.870    |
| 16    | Alto Paraná      | 24.067    |
| 17    | Alto Paraguay    | 3.854     |
|       | Paraguay         | 1.819.103 |

## Datos adicionales
- Urbana 651.869 - 35,8%
- Rural 1.167.234 - 64,2%

- Hombres 894.164 - 49,2%
- Mujeres 924.939 - 50,8%